# Enema of the State
Enema of the State är ett musikalbum av Blink-182, släppt den 1 juni 1999. Albumet har sålts i över 15 miljoner exemplar, vilket gör den till Blink-182:s mest sålda skiva. På framsidan till albumet syns porrstjärnan Janine Lindemulder, utklädd till en sjuksköterska. På vissa tidiga versioner av detta album så syns Röda Korset-symbolen på hennes huvudbonad, men denna togs sedan bort på senare versioner av albumet.

## Låtar på albumet
1. "Dumpweed"
2. "Don't Leave Me"
3. "Aliens Exist"
4. "Going Away To College"
5. "What's My Age Again?"
6. "Dysentery Gary"
7. "Adam's Song"
8. "All the Small Things"
9. "The Party Song"
10. "Mutt"
11. "Wendy Clear"
12. "Anthem"